# Then Play On
Then Play On este al treilea album de studio al formației britanice Fleetwood Mac, lansat în septembrie 1969. A fost primul dintre albumele lor originale împreună cu Danny Kirwan, precum și ultimul cu Peter Green. Jeremy Spencer nu a apărut pe album cu excepția "câtorva chestii la pian" (conform unui interviu cu Mick Fleetwood pentru revista Q din 1990). Albumul, care a apărut după succesul brusc al formației în topuri, a oferit o gamă stilistică mai largă față de stilul blues clasic de pe primele două albume ale formației. Titlul este preluat din piesa A douăsprezecea noapte a lui William Shakespeare: "If music be the food of love, then play on".
Acesta a fost primul album al formației lansat prin casa de discuri Warner Bros. Records/Reprise Records. Patruzeci de ani mai târziu Fleetwood Mac lansează tot prin Warner. Albumul, care la lansarea originală în Regatul Unit avea o durată neobișnuit de lungă, a fost lansat cu patru ordini diferite ale cântecelor. CD-ul original a cuprins toate piesele de pe primele două versiuni LP din Statele Unite, ambele omițând piese de pe versiunea britanică originală. În august 2013 a fost lansată o versiune remasterizată pe vinil și CD, restaurând lista cântecelor de pe versiunea britanică originală. Această versiune a ocupat locul 112 în Regatul Unit. Albumul s-a clasat pe locul 109 în topul Billboard Pop Albums în 1970.

## Copertă
Pictura utilizată drept copertă pentru album se numește "Domesticated Mural Painting" și a fost realizată de artistul britanic Maxwell Armfield. A fost inclusă în ediția din februarie 1917 a revistei The Countryside care susține că pictura murală a fost inițial realizată pentru sala de mese a unui conac din Londra.

## Tracklisting

### Versiunea britanică originală, septembrie 1969
1. "Coming Your Way" (Kirwan) - 3:47
2. "Closing My Eyes" (Green) - 4:50
3. "Fighting for Madge" (Fleetwood) - 2:45
4. "When You Say" (Kirwan) - 4:22
5. "Showbiz Blues" (Green) - 3:50
6. "Underway" (Green) - 3:06
7. "One Sunny Day" (Kirwan) - 3:12
8. "Although the Sun Is Shining" (Kirwan) - 2:31
9. "Rattlesnake Shake" (Green) - 3:32
10. "Without You" (Kirwan) - 4:34
11. "Searching for Madge" (John McVie) - 6:56
12. "My Dream" (Kirwan) - 3:30
13. "Like Crying" (Kirwan) - 2:21
14. "Before the Beginning" (Green) - 3:28

### Versiunea americană originală, septembrie 1969
Cele două cântece eliminate de pe prima versiune americană a albumului ("One Sunny Day" și "Without You") au apărut deja pe compilația americană English Rose
1. "Coming Your Way" (Kirwan) - 3:47
2. "Closing My Eyes" (Green) - 4:50
3. "Fighting for Madge" (Fleetwood) - 2:45
4. "When You Say" (Kirwan) - 4:22
5. "Showbiz Blues" (Green) - 3:50
6. "Underway" (Green) - 3:06
7. "Although the Sun Is Shining" (Kirwan) - 2:31
8. "Rattlesnake Shake" (Green) - 3:32
9. "Searching for Madge" (John McVie) - 6:56
10. "My Dream" (Kirwan) - 3:30
11. "Like Crying" (Kirwan) - 2:21
12. "Before the Beginning" (Green) - 3:28

### Versiunea americană revizuită, noiembrie 1969
După ce single-ul "Oh Well" (lansat în noiembrie 1969) a devenit un hit, albumul american a fost relansat pentru a-l include iar cântecele lui Kirwan "When You Say" și "My Dream" au fost eliminate pentru a face loc. Cele două părți ale cântecului "Oh Well" sunt foarte diferite, prima fiind hard rock iar a doua fiind o meditație instrumentală în care Peter Green interpretează la violoncel. Primul minut din partea a doua a fost inclusă ca o codă cu fade-out pe prima față a single-ului. Pentru album, cele două părți au fost pur și simplu cuplate împreună, deci coda este auzită de două ori. Fără repetare piesa are o durată de 7:58. Prima parte a cântecului "Oh Well" a rămas până în ziua de astăzi în repertoriul concertistic standard al formației.
Alte modificări includ cele două piese "Madge" puse una după alta.
1. "Coming Your Way" (Kirwan) - 3:47
2. "Closing My Eyes" (Green) - 4:50
3. "Showbiz Blues" (Green) - 3:50
4. "Underway" (Green) - 3:06
5. "Oh Well" (Green) - 8:56
6. "Although the Sun Is Shining" (Kirwan) - 2:31
7. "Rattlesnake Shake" (Green) - 3:32
8. "Searching for Madge" (John McVie) - 6:56
9. "Fighting for Madge" (Fleetwood) - 2:45
10. "Like Crying" (Kirwan) - 2:21
11. "Before the Beginning" (Green) - 3:28

### Ediția de pe CD
Ediția de pe CD urmărește în linii mari ordinea pieselor de pe versiunea americană revizuită dar reintroduce cele două cântece eliminate ("My Dream" și "When You Say") în locații noi. "Oh Well" conține încă minutul repetat. Cele două cântece care au apărut pe versiunea britanică originală ("One Sunny Day" și "Without You") încă lipsesc.
1. "Coming Your Way" - 3:47
2. "Closing My Eyes" - 4:50
3. "Showbiz Blues" - 3:50
4. "My Dream" - 3:30
5. "Underway" - 3:06
6. "Oh, Well" - 8:56
7. "Although the Sun Is Shining" - 2:31
8. "Rattlesnake Shake" - 3:32
9. "Searching for Madge" - 6:56
10. "Fighting for Madge" - 2:45
11. "When You Say" - 4:22
12. "Like Crying" - 2:21
13. "Before the Beginning" - 3:28

### Versiunea remasterizată din 2013
Această versiune restaurează ordinea de pe versiunea britanică originală, adaugă cântece bonus și fețele B de pe single-urile lansate.
1. "Coming Your Way" - 3:47
2. "Closing My Eyes" - 4:50
3. "Fighting for Madge" - 2:45
4. "When You Say" - 4:22
5. "Showbiz Blues" - 3:50
6. "Underway" - 3:06
7. "One Sunny Day" - 3:12
8. "Although the Sun Is Shining" - 2:31
9. "Rattlesnake Shake" - 3:32
10. "Without You" - 4:34
11. "Searching for Madge" - 6:56
12. "My Dream" - 3:30
13. "Like Crying" - 2:21
14. "Before the Beginning" - 3:28
15. "Oh Well (Part 1)" (piesă bonus) [mono] - 3:22
16. "Oh Well (Part 2)" (piesă bonus) [mono] - 5:39
17. "The Green Manalishi (With the Two-Pronged Crown)" (Green) - 4:37
18. "World in Harmony" (Kirwan/Green) - 3:26

## Personal
Fleetwood Mac
- Peter Green - voce, chitară, muzicuță, chitară bas cu șase corzi, percuție, violoncel în "Oh Well (Part 2)"[7]
- Danny Kirwan - voce, chitară
- John McVie - chitară bas
- Mick Fleetwood - tobe, percuție
- Jeremy Spencer - pian în "Oh Well (Part 2)"

Personal suplimentar necreditat
- Christine Perfect - pian[8]
- Sandra Elsdon - fluiere în "Oh Well (Part 2)"[9]

Producție
- Fleetwood Mac - producător
- Martin Birch - inginer de sunet
- Dinky Dawson - consultant de sunet